# Ciclo dell'acqua

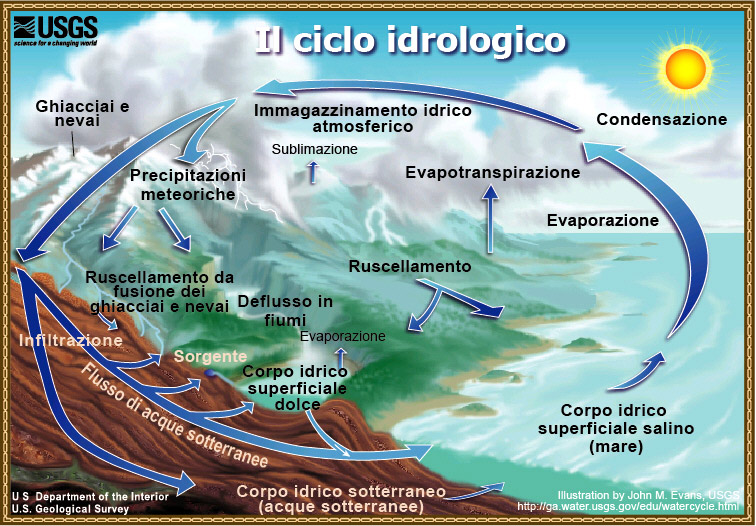
Una rappresentazione sintetica del ciclo idrogeologico

Il ciclo dell'acqua è uno dei cicli vitali del sistema Terrestre, ovvero la successione dei fenomeni di spostamento e circolazione dell'acqua all'interno dell'idrosfera, con i suoi cambiamenti di stato fisico dovuti ai continui scambi di massa idrica tra atmosfera e crosta terrestre attraverso le acque superficiali, le acque sotterranee e gli organismi. Oltre all'accumulo in varie zone del pianeta (come ad esempio oceani, mari e laghi), i molteplici cicli che compie l'acqua terrestre includono i seguenti processi fisici: evaporazione, condensazione, precipitazione, infiltrazione, scorrimento e spostamento sotterraneo. La scienza che studia il ciclo dell'acqua è l'idrologia.

## Descrizione

Evapotraspirazione

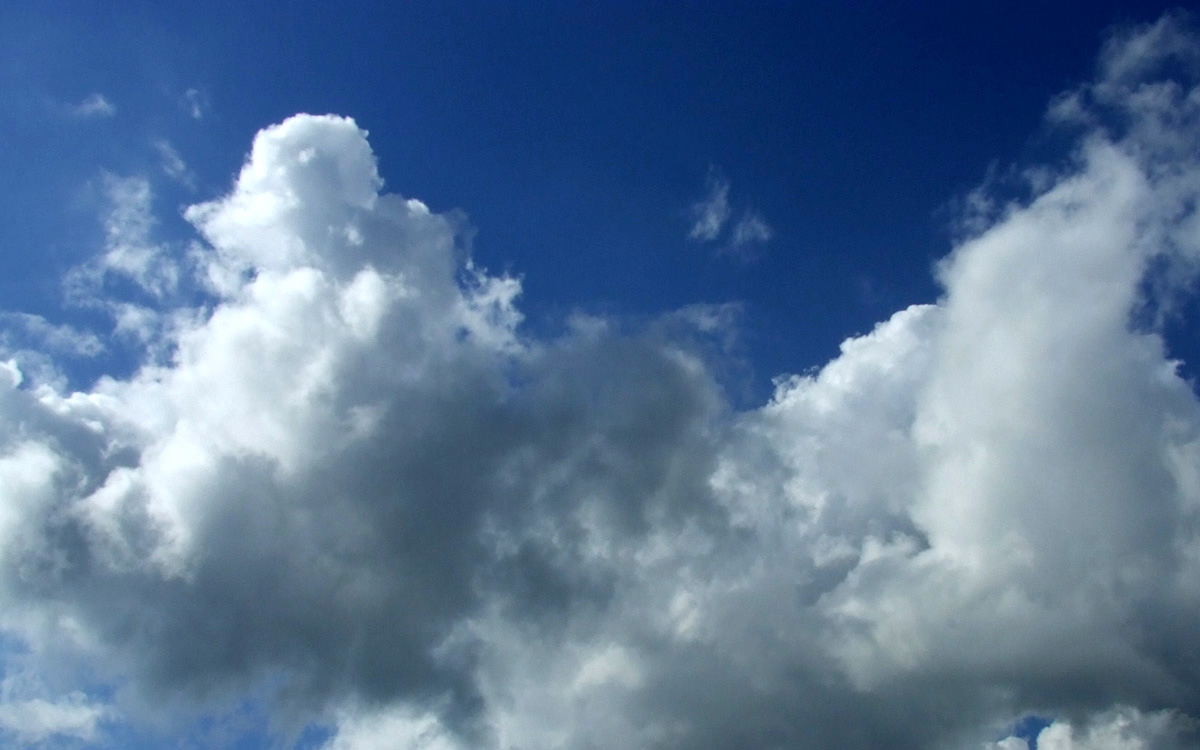
Nuvola, esempio di condensazione del vapore acqueo nell'atmosfera terrestre

Non c'è un inizio e neanche una fine nel ciclo idrologico: le molecole d'acqua si muovono in continuazione tra differenti compartimenti, o riserve, dell'idrosfera terrestre mediante processi fisici. L'acqua evapora dagli oceani, forma le nuvole dalle quali l'acqua torna alla terra. Non è detto, tuttavia, che l'acqua segua il ciclo nell'ordine: prima di raggiungere gli oceani l'acqua può evaporare, condensare, precipitare e scorrere molte volte.
- L'evaporazione è il trasferimento dell'acqua da corpi idrici superficiali nell'atmosfera. Questo trasferimento implica un passaggio di stato dalla fase liquida alla fase vapore. Nell'evaporazione viene inclusa anche la traspirazione delle piante; in tal modo ci si riferisce a questo trasferimento come evapotraspirazione. Il 96% dell'acqua atmosferica proviene dall'evaporazione, mentre il rimanente 4% proviene dalla traspirazione.
- La condensazione Per condensazione di solito intendiamo il passaggio dallo stato gassoso a quello liquido, ma nel ciclo idrologico o dell'acqua sarebbe il vapore acqueo a raggiungere una certa altezza dove si trovano dei nuclei di condensazione (ovvero microparticelle di varia natura fortemente igroscopiche cioè eventi affini con l'acqua che entrano in gioco nei processi di formazione, ovvero condensazione delle nubi in atmosfera)che formano piccolissime particelle che a loro volta formano le nubi.
- La precipitazione è costituita da vapore acqueo che si è prima condensato sotto forma di nuvole e che cade sulla superficie terrestre. Questo avviene soprattutto sotto forma di pioggia, ma anche di neve, grandine, rugiada, brina o nebbia questo può essere definito come un fenomeno di coalescenza (ovvero un fenomeno fisico attraverso il quale le gocce di un liquido o le bolle di un aeriforme o le particelle di un solido si uniscono per formare dell'entità di dimensioni maggiori).
- L'infiltrazione è la transizione dell'acqua dalla superficie alle acque sotterranee. L'aliquota di infiltrazione dipende dalla permeabilità del suolo o della roccia e da altri fattori. Le acque sotterranee tendono a muoversi molto lentamente, così l'acqua può ritornare alla superficie dopo l'accumulo in una falda acquifera in un lasso di tempo che può arrivare al migliaio di anni in alcuni casi. L'acqua ritorna alla superficie ad altezza inferiore a quella del punto di infiltrazione, sotto l'azione della forza di gravità e delle pressioni da essa indotta.
- Lo scorrimento include tutti i modi in cui l'acqua superficiale si muove in pendenza verso il mare. L'acqua che scorre nei torrenti e nei fiumi può stazionare nei laghi per un certo tempo. Non tutta l'acqua ritorna al mare per scorrimento; gran parte evapora prima di raggiungere il mare o un acquifero.
- Il flusso sotterraneo include il movimento dell'acqua all'interno della terra sia nelle zone insature sia negli acquiferi. Dopo l'infiltrazione l'acqua superficiale può ritornare alla superficie o scaricarsi in mare.

### Bilancio idrico globale
| Flussi d'acqua              | Media (10³ km³/anno) |
| --------------------------- | -------------------- |
| Precipitazioni sulla terra  | 107                  |
| Evaporazioni dalla terra    | 71                   |
| Precipitazioni sugli oceani | 398                  |
| Evaporazioni dagli oceani   | 434                  |

La massa totale d'acqua del ciclo rimane essenzialmente costante, così come l'ammontare d'acqua in ciascuna riserva, quindi, in media, la quantità d'acqua che lascia una riserva è pari a quella che ritorna a essa.
Nella tabella a lato sono mostrati i valori del bilancio globale; a una prima osservazione si nota un'eccedenza del flusso evaporativo degli oceani rispetto alle precipitazioni, mentre sulla terra la proporzione è invertita. La differenza tra precipitazione ed evaporazione nel complesso, pari a 36×103 km³/anno, dà luogo al deflusso superficiale delle acque, il che riequilibra il bilancio di massa.
Poiché evaporazione e precipitazione costituiscono un flusso di 505×103 km³/anno e il volume d'acqua totale è di 15,5×103 km³, ne consegue che il contenuto d'acqua nell'atmosfera viene rinnovato circa 30 volte l'anno; in altri termini, il tempo medio di residenza dell'acqua nell'atmosfera è di circa 12 giorni

### Riserve e tempo di residenza
| Riserva           | Volume (106 km³) | Percentuale del totale |
| ----------------- | ---------------- | ---------------------- |
| Oceani            | 1370             | 97,25                  |
| Ghiacciai         | 29               | 2,05                   |
| Acque sotterranee | 9,5              | 0,68                   |
| Laghi             | 0,125            | 0,01                   |
| Umidità del suolo | 0,065            | 0,005                  |
| Atmosfera         | 0,013            | 0,001                  |
| Corsi d'acqua     | 0,0017           | 0,0001                 |
| Biosfera          | 0,0006           | 0,00003                |

Nel contesto del ciclo idrologico una riserva rappresenta l'acqua contenuta in uno dei differenti passi del ciclo. La riserva più grande è rappresentata dagli oceani, che raccolgono il 97% dell'acqua del pianeta; quindi c'è l'acqua in forma solida dei ghiacciai. L'acqua contenuta negli organismi rappresenta la riserva più piccola. Il volume delle riserve d'acqua dolce, particolarmente quelle disponibili per l'impiego da parte dell'uomo, costituisce le importanti risorse idriche.
Il tempo di residenza è il tempo medio nel quale le molecole d'acqua si trovano in una riserva; è una misura dell'età media dell'acqua nella riserva anche se una parte vi si trattiene per un tempo inferiore, un'altra parte per un tempo superiore. Le acque sotterranee possono trascorrere oltre 10 000 anni sotto la superficie; l'acqua che trascorre in questa riserva tempi particolarmente lunghi è denominata acqua fossile. L'acqua conservata nel suolo vi rimane brevemente, perché è distribuita in uno strato sottile per tutta la Terra e viene rapidamente perduta per evaporazione, traspirazione, flussi d'acqua corrente o per infiltrazioni nella falda freatica. Dopo l'evaporazione l'acqua rimane nell'atmosfera mediamente per 12 giorni prima di precipitare di nuovo al suolo. Il metodo più comune per il calcolo del tempo di residenza è quello della conservazione della massa.

### Regolazione del clima

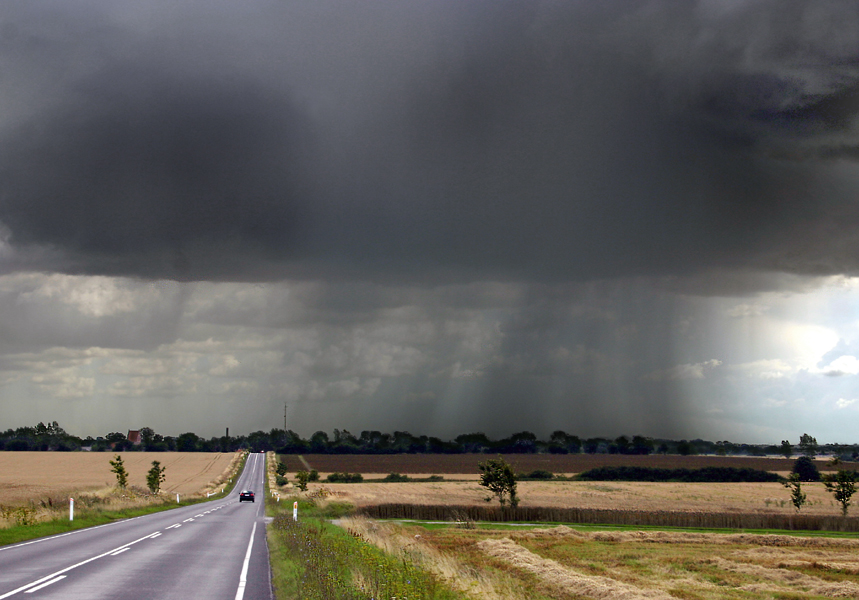
Precipitazione atmosferica in forma di rovescio di pioggia

Infiltrazione dell'acqua piovana nel sottosuolo fino alla falda acquifera

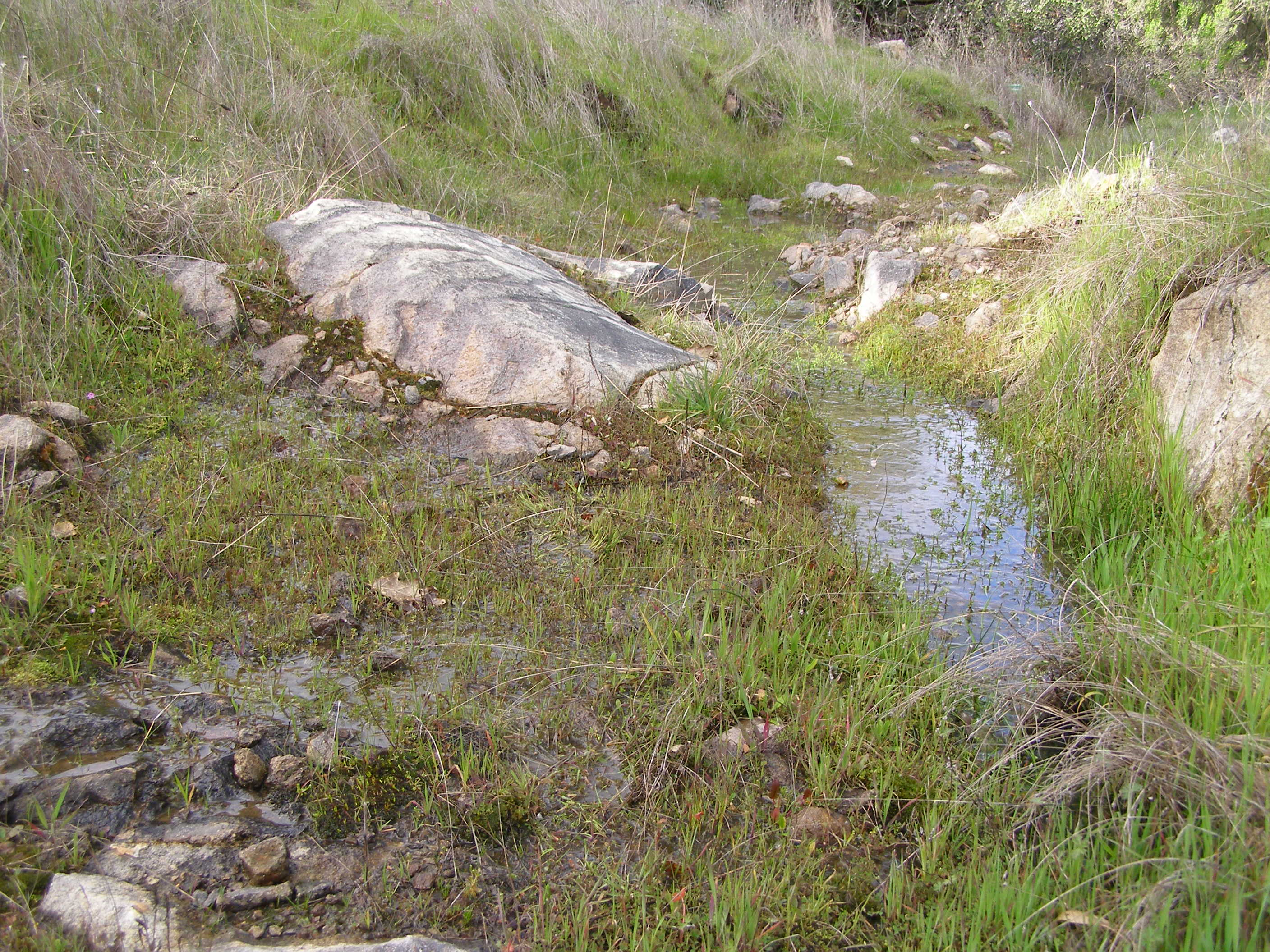
Ruscellamento dell'acqua piovana in superficie

Il ciclo dell'acqua riceve energia dal Sole. L'86% dell'evaporazione globale ha luogo negli oceani, riducendo la loro temperatura per evaporazione. Senza l'effetto di raffreddamento così generato l'effetto serra porterebbe la temperatura superficiale a 67 °C, e a un pianeta più caldo. La maggior parte dell'energia solare riscalda i mari tropicali. Dopo l'evaporazione, il vapor d'acqua si innalza nell'atmosfera ed è allontanato dai tropici dai venti. La maggior parte del vapore condensa nella Zona di convergenza equatoriale, rilasciando il calore latente che riscalda l'aria; questo fenomeno, a sua volta, fornisce energia alla circolazione atmosferica.

### Cambiamenti nel ciclo
Durante il secolo scorso il ciclo dell'acqua è diventato più intenso, con l'incremento dei tassi di evaporazione e precipitazione. Ciò è quanto gli scienziati si aspettano a causa del riscaldamento globale, dato che le temperature più alte aumentano il tasso dell'evaporazione. 
A livello meteorologico, ovvero a scale temporali stagionali e inferiori, un'atmosfera più energetica provocherebbe un'accelerazione del ciclo dell'acqua e maggiori scambi d'aria lungo i meridiani (forti ondulazioni dell'onda di Rossby) con un aumento dei fenomeni estremi associati (alluvioni, nubifragi, uragani, siccità, ondate di caldo, ondate di freddo, ecc.), con forti ripercussioni sulle colture agricole e in generale sulle aree antropizzate e no.

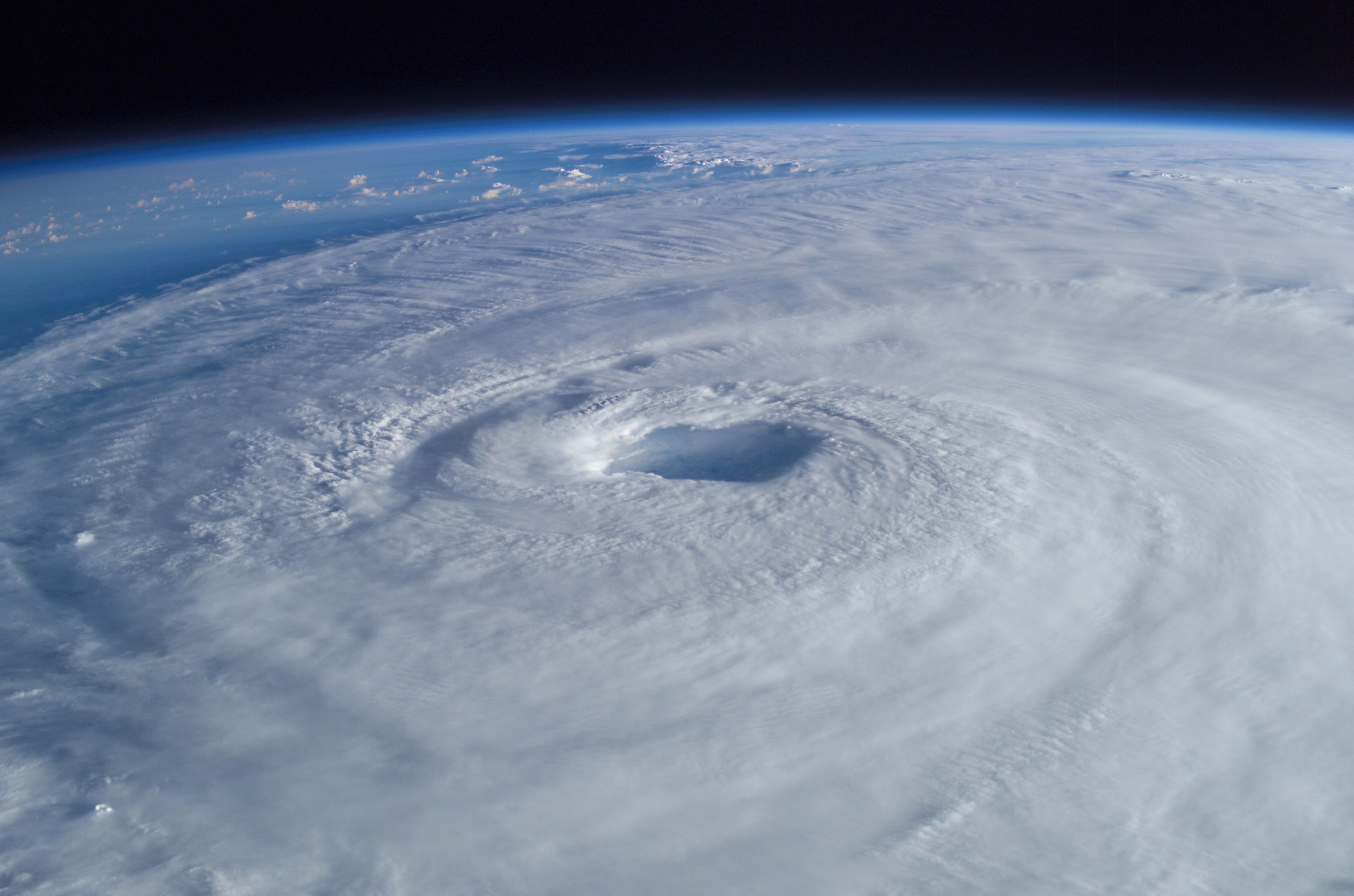
L'IPCC prevede un aumento della intensità dei cicloni tropicali, che indicherebbe l'aumento dei fenomeni estremi legati al riscaldamento globale

La ritirata dei ghiacciai è anch'essa un esempio del cambiamento in atto, dato che l'apporto d'acqua ai ghiacciai non è sufficiente a compensare la perdita per scioglimento e sublimazione. A partire dal 1850, anno in cui terminò la piccola era glaciale iniziatasi nel XIV secolo, il ritiro dei ghiacci è stato notevole.
Anche le seguenti attività umane possono influire nell'alterare il ciclo idrologico.
- Agricoltura
- Allevamento
- Alterazione della composizione chimica dell'atmosfera (inquinamento atmosferico)
- Costruzione di dighe
- Deforestazione e desertificazione
- Estrazione dell'acqua dalla falda freatica mediante pozzi
- Sottrazione d'acqua dai fiumi
- Urbanizzazione

## Cicli geochimici
Il ciclo dell'acqua è uno dei cicli biogeochimici. Altri cicli notevoli sono il ciclo del carbonio e il ciclo dell'azoto. Mentre l'acqua scorre sopra e sotto la Terra essa raccoglie e trasposta suolo e altri sedimenti, sali minerali e altri composti chimici disciolti in essa, come degli inquinanti. Gli oceani sono salati a causa del trasporto del sale così descritto, sale che rimane nel mare quando l'acqua evapora.